# لیدی اسمیث (بریتیش کلمبیا)
لیدی اسمیث (به انگلیسی: Ladysmith) یک شهرک در کانادا است که در Cowichan Valley Regional District واقع شده‌است. لیدی اسمیث ۱۱٫۹۹ کیلومتر مربع مساحت و ۸٬۵۳۷ نفر جمعیت دارد و ۴۰ متر بالاتر از سطح دریا واقع شده‌است.